# Пестов, Василий Серафимович
Василий Серафимович Пестов (25 апреля 1925, Ковров, Владимирская область, СССР — 1 марта 2018, Москва) — советский государственный и партийный деятель. Член КПСС с 1956 года. Депутат Совета Союза Верховного Совета СССР (1984—89) от Московской области.

## Биография
Родился 25 апреля 1925 года. Окончил Тульский механический институт (1950).
- С 1950 года — конструктор, ведущий инженер, заместитель начальника отдела, секретарь парткома предприятия п/я № 7 (затем — НИИ-61, ныне — ЦНИИТочМаш), г. Климовск Московской области.
- 1963—1966 года — директор Подольского экспериментально-механического завода «Стройиндустрия»; провёл реконструкцию предприятия без остановки производства, заводу было присвоено звание «Предприятие высокой культуры производства и организации труда» в числе первых в Подольске.
- 1966—1968 директор завода «Кондиционер», г. Домодедово Подольского района Московской области; в этот период под руководством В. С. Пестова проведено техническое перевооружение завода, построены новый сборочный корпус, детский сад, поликлиника, жилые дома в г. Домодедово.
- 1968—1970 председатель исполкома Подольского райсовета; в этот период (1969 год) из состава Подольского района в самостоятельную административно-территориальную единицу выделен Домодедовский район; в пос. Кузнечики установлен памятник Герою Советского Союза Виктору Талалихину, проведена работа по модернизации и строительству современных сельхозпредприятий.
- 1970—1975 первый секретарь Подольского горкома КПСС. Подольский городской комитет КПСС как единый партийный орган направлял и контролировал в те годы работу партийных организаций городов Подольск, Климовск, Троицк и Подольского района. Ежегодно вводилось до 400 тыс. м². жилья, в г. Подольске проведена реконструкция центра города, выросли новые микрорайоны в Юго-Западной части, построены молочный завод «Подольский», гостиница «Подмосковье», административный комплекс на ул. Кирова 4, молочный комплекс на 2000 голов в Щапово и жилой посёлок, животноводческий комплекс и завод регенерированного молока в Вороново, молочно-товарная ферма в ОПХ «Дубровицы», тепличный комбинат в пос. «Знамя Октября». Расселены приспособленные для проживания людей комнаты в зданиях усадьбы «Ивановское». Разработан новый Генеральный план развития г. Подольска. В 1971 году установлен памятник подольчанам, погибшим в годы Великой Отечественной войны и зажжён Вечный огонь на пл. 50-летия Октября. В 1975 году по инициативе В. С. Пестова на Подольском машиностроительном заводе имени Орджоникидзе под руководством В. Г. Овчара собран и 7 мая 1975 года установлен памятник Подольским курсантам на ул. Кирова.
- 1976—1978 заведующий промышленным отделом Московского обкома КПСС.
- 1978—1980 председатель областного комитета народного контроля.
- С 1981 по 1986 год — председатель Московского облисполкома.
- Делегат  XXIV,  XXV и  XXVI съездов КПСС.

Кандидат в члены ЦК КПСС (1981—1986).
Председатель Президиума Ассоциации породнённых городов СССР и зарубежных стран. Архивная копия от 8 февраля 2022 на Wayback Machine
Депутат Верховного совета РСФСР X созыва от Московской области.
Депутат Верховного Совета СССР XI созыва от Московской области.
Похоронен на Троекуровском кладбище

## Награды
- орден Ленина
- три ордена Трудового Красного Знамени
- медаль «За доблестный труд в Великой Отечественной войне 1941—1945 гг.»
- Лауреат Премии Совета Министров СССР
- более десяти медалей
- Орден Ивана Калиты (29 октября 2009 года, Московская область)[3]
- Знак отличия «За заслуги перед Московской областью» (8 апреля 2010 года, Московская область)[4]
- почётное звание «Почётный гражданин Московской области» (4 октября 2001 года) — за многолетнюю плодотворную работу, большой вклад в социально-экономическое, культурное развитие Московской области[5]
- почётный гражданин Подольска
- почётный гражданин Климовска (2000)

## Интересные факты
- В Тульском механическом институте В.С. Пестов учился вместе с будущими выдающимися конструкторами А.Г. Шипуновым и В.П. Грязевым, вместе они работали в НИИ-61 и поддерживали товарищеские отношения всю жизнь ((Татьяна Шипунова: «Мой отец  - генеральный конструктор» // Изд. Спорт и Культура 2017 г.)).
- В годы работы в Климовске В.С. Пестов и А.Г. Шипунов жили в одном доме по проспекту 50 лет Октября, сегодня на его фасаде в память об этом – 2 мемориальные доски.
- Сам В.С. Пестов вспоминал: «Однажды в партком пришли Аркадий Георгиевич Шипунов и Василий Петрович Грязев решать вопрос, я бы сказал, государственной важности. Все мы окончили Тульский механический институт, хорошо знали друг друга, они попросили моей помощи, так и сказали: «Помогай!». Дело заключалось вот в чем: разработанные ими системы обладали высокими тактико-техническими характеристиками, не имели аналогов, однако поддержать их, изготовить опытную партию никто не брался. Требовалось вмешательство высоких инстанций. Мы поехали на московские авиационные заводы, посетили некоторые КБ, и интерес был проявлен большой, мы заручились поддержкой. Это убедило в правильности наших шагов, и я решил пойти на прием ко второму секретарю Московского обкома партии Владимиру Акимовичу Демченко. Владимир Акимович внимательно выслушал меня, понял мое беспокойство. Затем в обкоме партии состоялась встреча: пригласили ответственных работников министерств, нашего предприятия, военных и нас троих. В конечном итоге опытная партия была изготовлена и успешно испытана. Новые системы приняли на вооружение. Шипунову и Грязеву было предложено возглавить конструкторское бюро в Туле. Перед этим мне позвонили из оборонного отдела ЦК КПСС. Я дал этим конструкторам высокую оценку. По сей день Аркадий Георгиевич и Василий Петрович работают в Туле. Оба — Герои Социалистического Труда ("Исторические сюжеты на юбилейную тему: 70-летие Московской области" - М.: Современные тетради, 1999, стр.57).
- Представляя в 1975 году В.С. Пестова, утверждённого в должности заведующего промышленным отделом МК КПСС, секретарь обкома заметил: «Впервые заведующим отделом стал человек, работавший директором завода». ("Исторические сюжеты на юбилейную тему: 70-летие Московской области" - М.: Современные тетради, 1999, стр.62)
- На колокольне кафедрального Троицкого собора г.Подольска колокол с изображением Владимирской иконы Божьей матери, отлитый в 2007 году тщанием почётного гражданина Московской области Василия Серафимовича Пестова

## Семья
- Супруга - Пестова Серафима Николаевна, вместе учились в Тульском механическом институте; работала в ЦНИИТочМаш.
- Дети: сын - Пестов Игорь Васильевич, кандидат технических наук, инженер-металлург, научный сотрудник, начальник отдела ЦНИИТочМаш, автор изобретений по повышению прочности мартенситностареющей высокопрочной стали . После 1993 г. – во всероссийской ассоциации по сотрудничеству в области металлургии «АСМЕТ».
- Дочь – Пестова Татьяна Васильевна, доктор биологических наук, специалист в области молекулярной биологии, профессор.
- Внук – Пестов Николай Игоревич, Глава города Подольска Московской области (2006-2015 г.г.), Глава Городского округа Подольск (с октября 2015 года по февраль 2022 года)

## Память
- Мемориальная доска на здании Администрации Городского округа Подольск (автор — академик РАХ Рожников А. А.) Архивная копия от 8 февраля 2022 на Wayback Machine
- Мемориальная доска на доме 4 по проспекту 50 лет Октября в мкр. Климовск Городского округа Подольск (автор — академик РАХ Рожников А. А.). Открыта 3 октября 2019 г. к 90-летию Московской области Архивная копия от 8 февраля 2022 на Wayback Machine
- Памятник на Троекуровском мемориальном кладбище г. Москвы (скульптор — Плиев А. Г.) Архивная копия от 14 мая 2021 на Wayback Machine-->